# Edición ilimitada
Edición ilimitada es una película de Argentina filmada en colores dirigida por Edgardo Cozarinsky, Santiago Loza, Virginia Cosin y Romina Paula sobre su propio guion que se estrenó el 3 de diciembre de 2020 y que tuvo como actores principales a Edgardo Cozarinsky, Eugenia Alonso, Camila Fabbri y Juan Manuel Casavelos. La película fue exhibida en el Festival Internacional de Cine de San Sebastián 2020.

## Sinopsis
Cuatro historias de diferentes directores que también son actores, directores, docentes y dramaturgos que reflexionan, cada uno a su manera, sobre la escritura, la lectura, el choque generacional y el proceso creativo.

## Reparto
Colaboraron en el filme:
- Edgardo Cozarinsky
- Eugenia Alonso
- Camila Fabbri
- Juan Manuel Casavelos
- Alan Cabral
- Katia Szechtman
- Cynthia Edul
- Pablo Sigal

## Comentarios
Diego Batlle en el sitio web OtrosCines escribió:

”Cine, teatro y literatura, unidos para redondear en una película que, más allá de sus desniveles, constituye (y propone) una experiencia tan lúdica como decididamente distinta a la de la inmensa mayoría de las películas argentinas. Una ofrenda de cuatro escritores / cineastas / lectores a su público y a sus colegas."

Diego Brodersen en Página 12 opinó:

”… cuatro historias …que … no podrían ser más diferentes en cuanto a sus estilos y alcances....Edgardo Cozarinsky... De un tono muy ligero, casi humorístico –…el corto inicial…se ve con gran placer... El segmento dirigido por Santiago Loza también ofrece sus cuotas de comicidad y la trama se centra en los encuentros entre un poeta veterano y un familiar lejano y joven que está dando sus primeros pasos en el arte de los versos. Virginia Cosin dirige el capítulo más denso en términos dramáticos, una noche en una fiesta de cumpleaños pautada por el monólogo interior de la protagonista, una escritora… que acaba de publicar su primer libro. …Sin salir nunca de la casa donde tiene lugar la celebración, Cosin construye un microcuento melancólico sobre ansiedades y resignaciones que es, también, el autorretrato indirecto de una mujer al borde de algo que todavía no logra bautizar. El último...dirigido por… Romina Paula, es el más complejo en términos narrativos, una puesta en abismo que parte de una lectura en un taller de escritura teatral para ir ahondando en diversas capas de ficción dentro de otra ficción dentro de otra ficción. Es el mejor cierre posible de una antología que muestra nuevamente la diversidad del cine argentino contemporáneo y, en su conjunto, resulta aún más notable por el nivel parejo de creatividad compartido por los cuatro hacedores.